# Monaster św. Antoniego w Radecznicy
Monaster św. Antoniego – monaster męski i żeński w Radecznicy, działający w latach 1881–1915.
Przyczyny utworzenia
Monaster w Radecznicy był jednym z żeńskich klasztorów prawosławnych na ternie guberni lubelskiej. Jego celem, według biskupa lubelskiego Modesta (Strielbickiego), było prowadzenie misji prawosławnej wśród ludności pounickiej na terenie Zamojszczyzny oraz kontynuowanie tradycji pielgrzymkowej przez miejscową ludność na święto ku czci św. Antoniego.
Monaster zorganizowano w porzuconych budynkach należących wcześniej do skasowanego przez carat klasztoru bernardynów, a następnie do męskiego klasztoru prawosławnego. Patronem monasteru był święty mnich Antoni Pieczerski, którego kult miał w planach władz carskich wyprzeć silny w okolicy kult św. Antoniego Padewskiego, patrona klasztoru bernardyńskiego.
Monaster męski w latach 1881 - 1897
Monaster męski w Radecznicy nie zgromadził większej wspólnoty mniszej. W 1887 przebywało w niej pięciu mężczyzn. W latach 1891–1897 przełożonym klasztoru był hieromnich Krzysztof (Sakowicz), autor licznych pieśni paraliturgicznych wykonywanych w Rosyjskim Kościele Prawosławnym
Monaster żeński (1899-1915)
W 1899 monaster został przemianowany na klasztor żeński. Jego pierwszą przełożoną została zakonnica z monasteru w Leśnej, mniszka Atanazja, córka gubernatora siedleckiego Stiepana Gromieki. Powtarzała ona w Radecznicy model życia zakonnego znany już z Leśnej oraz innych monasterów tworzonych przez mniszki wywodzące się z tego klasztoru (Wirów, Teolin). W skład radecznickiej wspólnoty zakonnej była pochodząca ze wsi Złotniki siostra Zofia (Klimczuk) - późniejsza pielęgniarka szpitala w Szczebrzeszynie.
Zakonnice pracowały w tkalni, pisały ikony, prowadziły szkołę dwuklasową oraz szkoły dla kobiet kształcące ogrodniczki i sadowniczki. Prowadziły również aptekę i szpital. Monaster był ważnym celem pielgrzymkowym – w dniu jego patrona odnotowywano przybycie nawet 50 tys. pątników. Od 1903 monaster radecznicki posiadał swoją filię w Turkowicach. Rok wcześniej powstała cerkiew w Trzęsinach, która również pozostawała pod ich opieką.

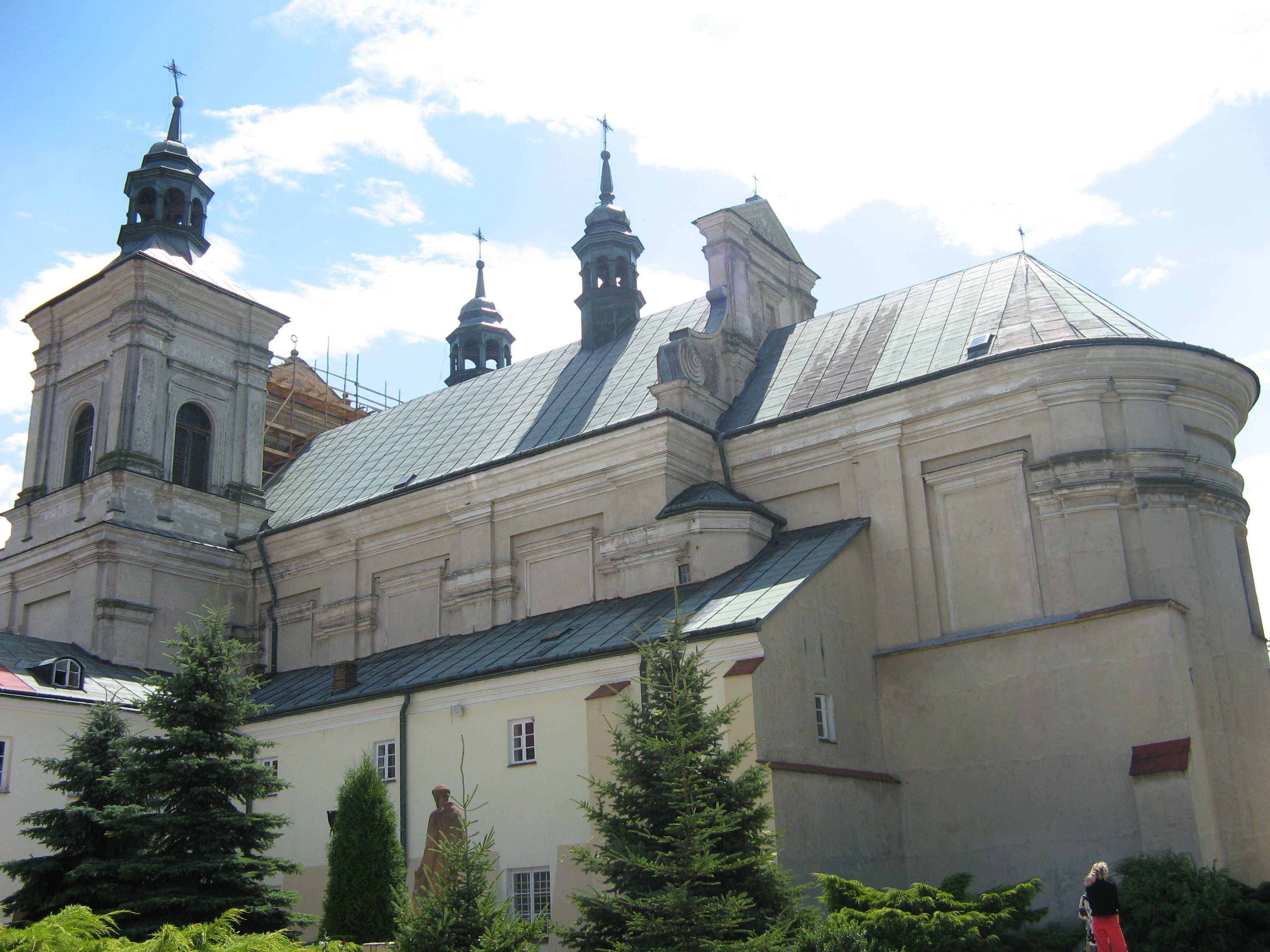
Kościół bernardyński w Radecznicy. W latach 1899–1915 cerkiew monasterska

Monaster istniał do 1915, kiedy zakonnice udały się na bieżeństwo. Po odzyskaniu niepodległości przez Polskę władze zwróciły zabudowania Kościołowi katolickiemu. W części budynków powstał szpital.
W Radecznicy znajduje się cmentarz, na którym chowano mniszki zmarłe w monasterze, zaś przy kościele św. Antoniego, dawniej monasterskiej cerkwi, jest nagrobek mnicha Krzysztofa (Sakowicza).